# Murcia (region)
Murcia-regionen (spansk: Región de Murcia) er en provins og en autonom region beliggende i den sydøstlige del af Spanien, ved Middelhavskysten. Den består af 45 kommuner (municipios). Dens udøvende og dømmende hovedstad er Murcia, og den lovgivende hovedstad —sæde for det Regionalforsamlingen— er Cartagena.
Det grænser mod øst til Alicante, mod nordvest til Albacete, mod vest til Granada og mod sydvest til Almería.
Udover Murcia og Cartagena er hovedbyerne Lorca, Molina de Segura og Alcantarilla. Den vigtigste flod er Segura.